# St. Johannes und Paulus (Seeweiler)

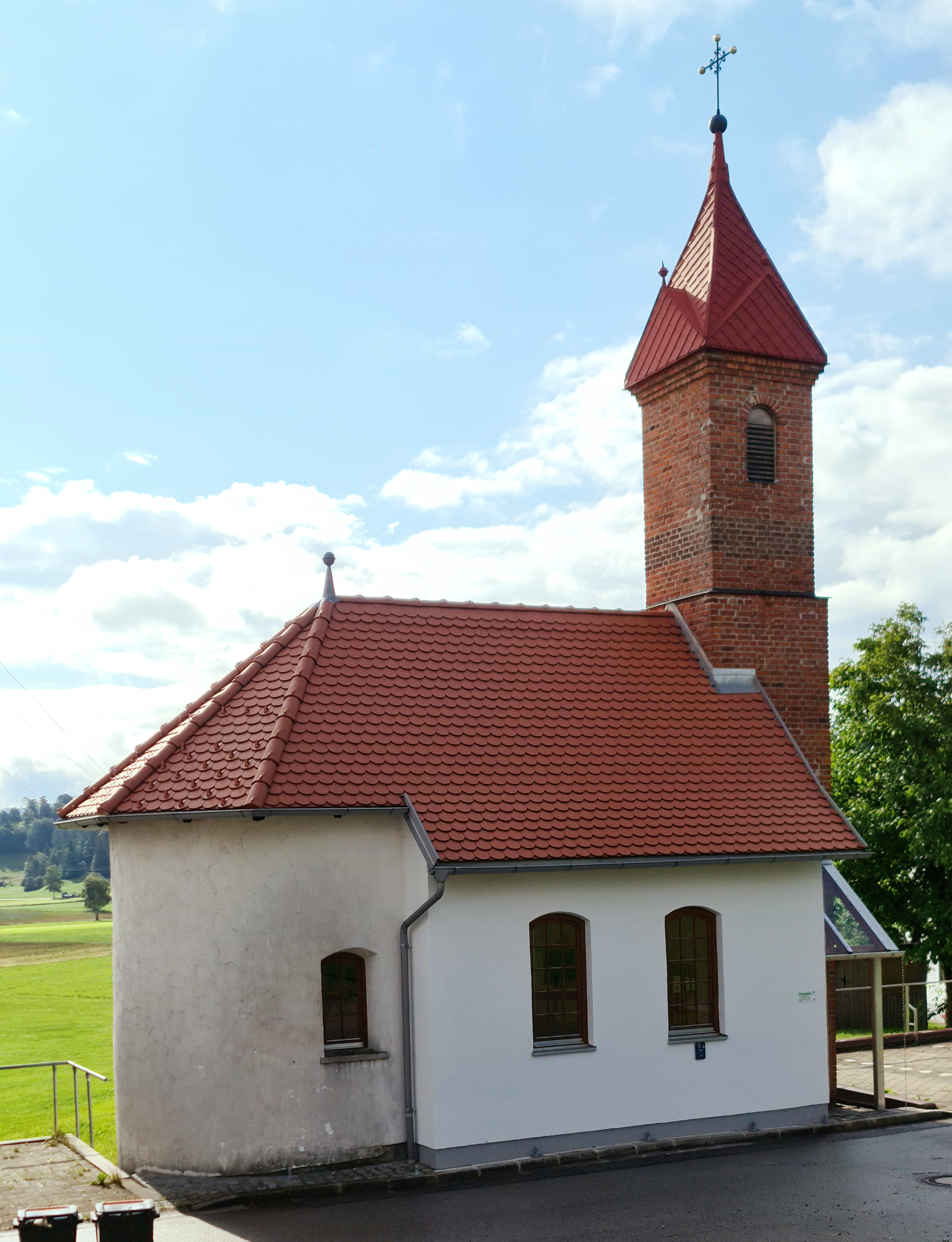
St. Johannes und Paulus in Seeweiler

St. Johannes und Paulus ist eine römisch-katholische Kapelle in Seeweiler, einem westlichen Gemeindeteil des ostallgäuischen Seeg, zwischen dem Schwaltenweiher und den Seeger Seen gelegen. Sie wurde 1680 errichtet.

## Beschreibung

Innenansicht

Die denkmalgeschützte Kapelle ist ein wohlproportionierter Sakralbau. Der etwa knapp acht Meter lange Bau gliedert sich in ein zweijochiges Langhaus und einem vollwertigen halbrund abschließenden Chor. Im Westen ist ein in Grundmaß und Höhe idealmaßiger Spitzhelmturm vorgesetzt, an dessen Nordseite sich das Portal befindet. Im Innern zeigt das Baudenkmal wie viele der Kapellen in der Gemeinde Seeg eine Flachdecke. Der Chorbogen ist weit ein- und heruntergezogen.
Das kirchengeschichtlich bedeutendste Ausstattungsstück der Kapelle ist das Hauptgemälde am Altar aus dem späten 17. Jahrhundert. Es zeigt im Hintergrund die alte Seeger Kirche vor dem Neubau von 1700–1711. Im Vordergrund des Altarblatt sind die Wetterheiligen und Märtyrer Johannes und Paulus dargestellt, die der Krönung Mariens beiwohnen. Die frühbarocken Leuchterengel (um 1619/20) am Altar schuf vermutlich der Mindelheimer Bildhauer Christoph Schenk. Im Auszugsbild ist eine Darstellung der Heiligen Familie zu sehen.

Altarblatt mit der alten Seeger Kirche

Am Chorbogen stehen eine Madonna mit Kind (1700, links) von Jörg Bayrhoff und Bruder Konrad aus Altötting (modern, rechts). Der Kreuzweg auf Blech aus der Zeit um 1700 wurde im 19. Jahrhundert übermalt.